# 黃襄 (嘉靖進士)
黃襄（1526年—1597年），字國著，號龍源，福建泉州府南安縣人，民籍，明朝政治人物。

## 生平
嘉靖二十五年（1546年）丙午科福建鄉試第七十五名舉人。嘉靖三十八年（1559年）中式己未科會試第二百五十三名，三甲第十一名進士。授行人，四十一年七月选授貴州道試監察御史，四十二年巡按山东辽左，又巡按真定，四十五年出任黄州府知府，在任二年，隆慶三年（1569年）正月遷陕西苑马寺少卿，不久辞官归里。
萬曆初起復山西行太僕寺少卿，五年（1577年）正月考察，特降内批，命其闲住。卒年七十二。

## 家族
曾祖黃欽；祖父黃澤；父黃抲，號钓溪，母楊氏。永感下。弟衮、裒、褒。